# Flagge von Kansas

Flagge Kansas

Gouverneursflagge

Die Flagge des US-Bundesstaats Kansas wurde im Jahr 1927 offiziell angenommen.

## Offizielle Beschreibung

Siegel

“The Kansas flag consists of a dark blue field with the state seal in the center. A sunflower on a bar of twisted gold lies above the seal, and below the seal is the word ‘Kansas’.”

Die Flagge von Kansas besteht aus einem dunkelblauen Feld, in dessen Mitte sich das Siegel von Kansas befindet.
Eine Sonnenblume sitzt darüber auf einem goldfarbenen verdrehten Band. Am oberen Rand des Siegels steht das lateinische Motto des Bundesstaats: Ad Astra per Aspera („Auf rauen Pfaden zu den Sternen“).

## Geschichte
Die Flagge wurde 1925 entworfen. Offiziell angenommen wurde sie durch die Gesetzgebung Kansas im Jahr 1927 und 1961 modifiziert, wobei man das Wort „Kansas“ in goldener Blockschrift unter dem Siegel einfügte.

## Trivia
In einer 2001 durchgeführten Internet-Abstimmung der North American Vexillological Association (des Nordamerikanischen Flaggenkunde-Verbands) wurde diese Flagge unter den zehn schlechtesten Flaggen der US-Bundesstaaten und kanadischen Provinzen auf den viertletzten Platz gewählt.